# Nazareno Nero

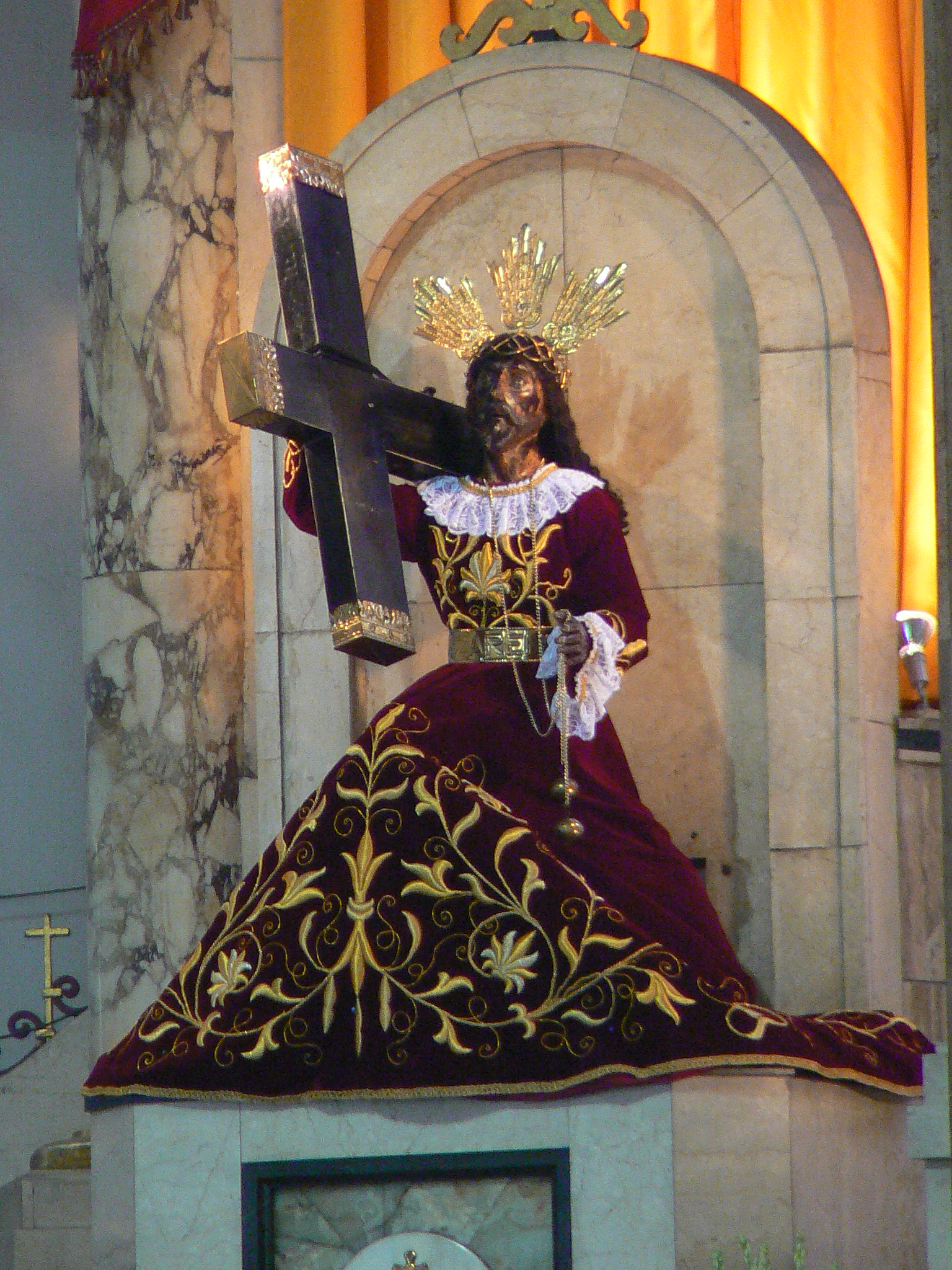
La statua del Nazareno Nero nella basilica di Nazareno Nero a Quiapo

Il Nazareno Nero (in filippino: Itim na Nazareno) è una statua a grandezza naturale di un Gesù Cristo inginocchiato dalla pelle scura che porta la croce custodita nella Basilica di Nazareno Nero nel distretto di Quiapo della città di Manila, nelle Filippine.